# .eg
.eg je vrhovna internetska domena (country code top-level domain - ccTLD) za Egipat. Domenom upravlja Egipatska univerzitetska mreža.

## Vanjske poveznice
- IANA .eg whois informacija  Arhivirana inačica izvorne stranice od 21. kolovoza 2008. (Wayback Machine)